# Boris Singh Thangjam
Boris Singh Thangjam (sinh ngày 3 tháng 1 năm 2000) là một cầu thủ bóng đá người Ấn Độ thi đấu ở vị trí hậu vệ cho Indian Arrows ở I-League.

## Sự nghiệp
Sinh ra ở Manipur, Thangjam từng nằm trong AIFF Elite Academy chuẩn bị cho Giải vô địch bóng đá U-17 thế giới 2017 diễn ra ở Ấn Độ. Sau giải đấu, Thangjam được lựa chọn thi đấu cho Indian Arrows, một đội bóng thuộc All India Football Federation bao gồm các cầu thủ U-20 Ấn Độ để họ có thời gian thi đấu. Anh có màn ra mắt cho đội bóng ở trận đầu tiên của Arrow trong mùa giải trước Chennai City. Anh đá chính và ghi bàn thắng thứ ba và cuối cùng ở phút 90 cho Indian Arrows khi giành chiến thắng 3–0.

## Quốc tế
Thangjam đại diện U-17 Ấn Độ tham dự Giải vô địch bóng đá U-17 thế giới 2017 diễn ra ở Ấn Độ.

## Thống kê sự nghiệp
Tính đến 23 tháng 2 năm 2018
| Câu lạc bộ          | Mùa giải            | Giải vô địch        | Giải vô địch | Giải vô địch | Cúp     | Cúp       | Châu lục | Châu lục  | Tổng    | Tổng      |
| Câu lạc bộ          | Mùa giải            | Hạng đấu            | Số trận      | Bàn thắng    | Số trận | Bàn thắng | Số trận  | Bàn thắng | Số trận | Bàn thắng |
| ------------------- | ------------------- | ------------------- | ------------ | ------------ | ------- | --------- | -------- | --------- | ------- | --------- |
| Indian Arrows       | 2017–18             | I-League            | 12           | 1            | 0       | 0         | —        | —         | 12      | 1         |
| Tổng cộng sự nghiệp | Tổng cộng sự nghiệp | Tổng cộng sự nghiệp | 12           | 1            | 0       | 0         | 0        | 0         | 12      | 1         |